# Juliusz Echter von Mespelbrunn
Juliusz Echter von Mespelbrunn, także w formie oryginalnej: Julius Echter von Mespelbrunn (ur. 18 marca 1545 w zamku Mespelbrunn, zm. 13 września 1617 w Würzburgu) – niemiecki książę biskup Würzburga od 1573 do 1617.
Kształcił się w Moguncji, Leuven, Douai, Paryżu, Pawii i Rzymie, gdzie uzyskał licencjat z prawa kanonicznego i cywilnego. Od 1570 był dziekanem w katedrze w Würzburgu, od 1573 księciem biskupem Würzburga. 
Wspierał jezuitów oraz był aktywistą kontrreformacji. Wygnał ze swojego terytorium wszystkich luterańskich duchownych i kaznodziejów i wprowadził zasadę, że wszyscy urzędnicy i nauczyciele muszą być katolikami. Popierał walkę z domniemanymi czarownicami, które oskarżał o powodowanie klęsk żywiołowych i nieurodzaju. 
Nakazał odrestaurowanie zniszczonych klasztorów i budowę nowych kościołów. W 1576 założył Juliusspital (Szpital Juliusza); założył również wiele szkół podstawowych.